# 普羅特克申鎮區 (科曼奇縣)
普羅特克申鎮區（英語：Protection Township）為位在美國堪薩斯州科曼奇縣的鎮區。2010年美国人口普查中該鎮區人口有677人。

## 地理
普羅特克申鎮區涵蓋面積449.52平方（173.56平方英里），境內擁有一座城鎮：普羅特克申。

### 墓園
根據美國地質調查局的資料，此鎮區擁有2座墓園：
- 門諾尼特墓園（Mennonite Cemetery）
- 普羅特克申墓園（Protection Cemetery）

### 溪流
通過此鎮區的溪流有：
| - 布拉夫溪（Bluff Creek） - 巴澤德溪（Buzzard Creek） - Cavalry溪 - 東凱厄瓦溪（East Kiowa Creek） - 凱厄瓦溪（Kiowa Creek） | - 中凱厄瓦溪（Middle Kiowa Creek） - 尼科爾斯溪（Nichols Creek） - 西凱厄瓦溪（West Kiowa Creek） - 威金斯溪（Wiggins Creek） - 威洛溪（Willow Creek） |

### 機場
- 普羅特克申市立機場（Protection Municipal Airport）

## 人口統計
根據2010年美國人口普查，普羅特克申鎮區人口有677人，人口密度為1.51人/平方公里。種族方面，96.01%為白人；0%為非裔美洲人；0.3%為美洲原住民；0.59%為亞洲人；0%為太平洋島民；2.22%為其他種族；另外有0.89%為兩個或以上的種族。而西班牙裔美國人或拉丁美洲人佔該鎮區人口的4.43%。

## 外部連結
- US-Counties.com
- City-Data.com （页面存档备份，存于）